# Wignicourt
Wignicourt (prononcé [wiɲikuʁ]) est une commune française située dans le département des Ardennes, en région Grand Est.

## Géographie

### Communes limitrophes
|                     | Hagnicourt | Mazerny            |
| Vaux-Montreuil      | Wignicourt |                    |
| Chesnois-Auboncourt |            | Saint-Loup-Terrier |

### Hydrographie
La commune est dans la région hydrographique « la Seine du confluent de l'Oise (inclus) à l'embouchure » au sein du bassin Seine-Normandie. Elle est drainée par la Foivre et le ruisseau d'Hagnicourt,.
La Foivre, d'une longueur de 22 km, prend sa source dans la commune de Neuvizy, à 204 m d'altitude, et se jette  dans l'Aisne à Givry, à 81 m d'altitude, après avoir traversé dix communes.

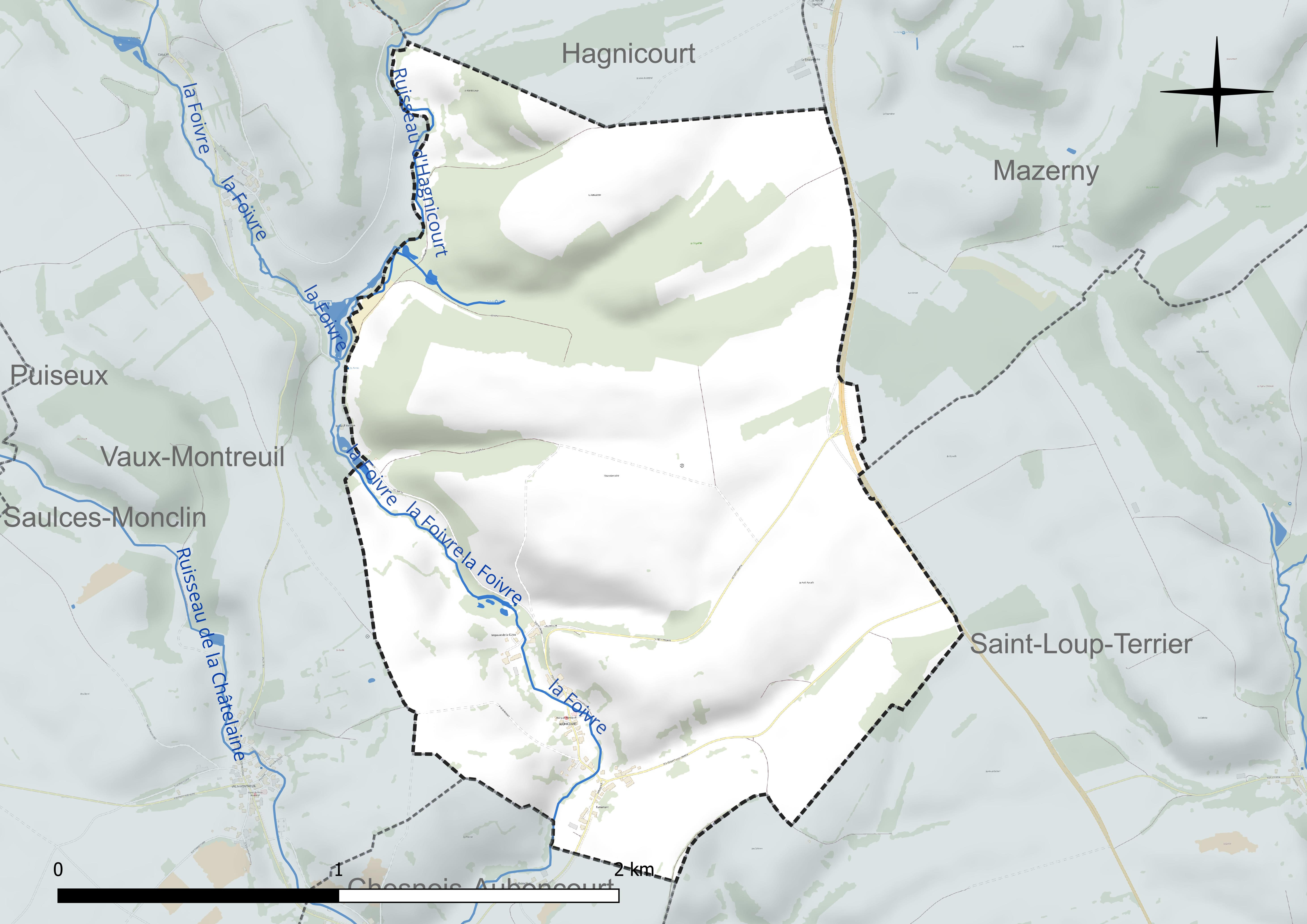
Réseau hydrographique de Wignicourt.

### Climat
Pour des articles plus généraux, voir Climat du Grand Est et Climat des Ardennes.
En 2010, le climat de la commune est de type climat des marges montargnardes, selon une étude du Centre national de la recherche scientifique s'appuyant sur une série de données couvrant la période 1971-2000. En 2020, Météo-France publie une typologie des climats de la France métropolitaine dans laquelle la commune est exposée à un climat océanique altéré et est dans la région climatique Nord-est du bassin Parisien, caractérisée par un ensoleillement médiocre, une pluviométrie moyenne régulièrement répartie au cours de l’année et un hiver froid (3 °C).
Pour la période 1971-2000, la température annuelle moyenne est de 9,6 °C, avec une amplitude thermique annuelle de 15,3 °C. Le cumul annuel moyen de précipitations est de 890 mm, avec 13,4 jours de précipitations en janvier et 9,5 jours en juillet. Pour la période 1991-2020, la température moyenne annuelle observée sur la station météorologique de Météo-France la plus proche, « Launois-sur-Vence_sapc », sur la commune de Launois-sur-Vence à 9 km à vol d'oiseau, est de 10,5 °C et le cumul annuel moyen de précipitations est de 889,5 mm. 
La température maximale relevée sur cette station est de 39,4 °C, atteinte le 25 juillet 2019 ; la température minimale est de −12,8 °C, atteinte le 7 février 2012,,.
Les paramètres climatiques de la commune ont été estimés pour le milieu du siècle (2041-2070) selon différents scénarios d'émission de gaz à effet de serre à partir des nouvelles projections climatiques de référence DRIAS-2020. Ils sont consultables sur un site dédié publié par Météo-France en novembre 2022.

## Urbanisme

### Typologie
Au 1er janvier 2024, Wignicourt est catégorisée commune rurale à habitat très dispersé, selon la nouvelle grille communale de densité à 7 niveaux définie par l'Insee en 2022.
Elle est située hors unité urbaine. Par ailleurs la commune fait partie de l'aire d'attraction de Charleville-Mézières, dont elle est une commune de la couronne,. Cette aire, qui regroupe 132 communes, est catégorisée dans les aires de 50 000 à moins de 200 000 habitants,.

### Occupation des sols
L'occupation des sols de la commune, telle qu'elle ressort de la base de données européenne d’occupation biophysique des sols Corine Land Cover (CLC), est marquée par l'importance des territoires agricoles (74,2 % en 2018), une proportion sensiblement équivalente à celle de 1990 (73,8 %). La répartition détaillée en 2018 est la suivante : 
terres arables (40,2 %), prairies (24,5 %), forêts (20,3 %), zones agricoles hétérogènes (9,5 %), zones urbanisées (5,5 %). L'évolution de l’occupation des sols de la commune et de ses infrastructures peut être observée sur les différentes représentations cartographiques du territoire : la carte de Cassini (XVIIIe siècle), la carte d'état-major (1820-1866) et les cartes ou photos aériennes de l'IGN pour la période actuelle (1950 à aujourd'hui).

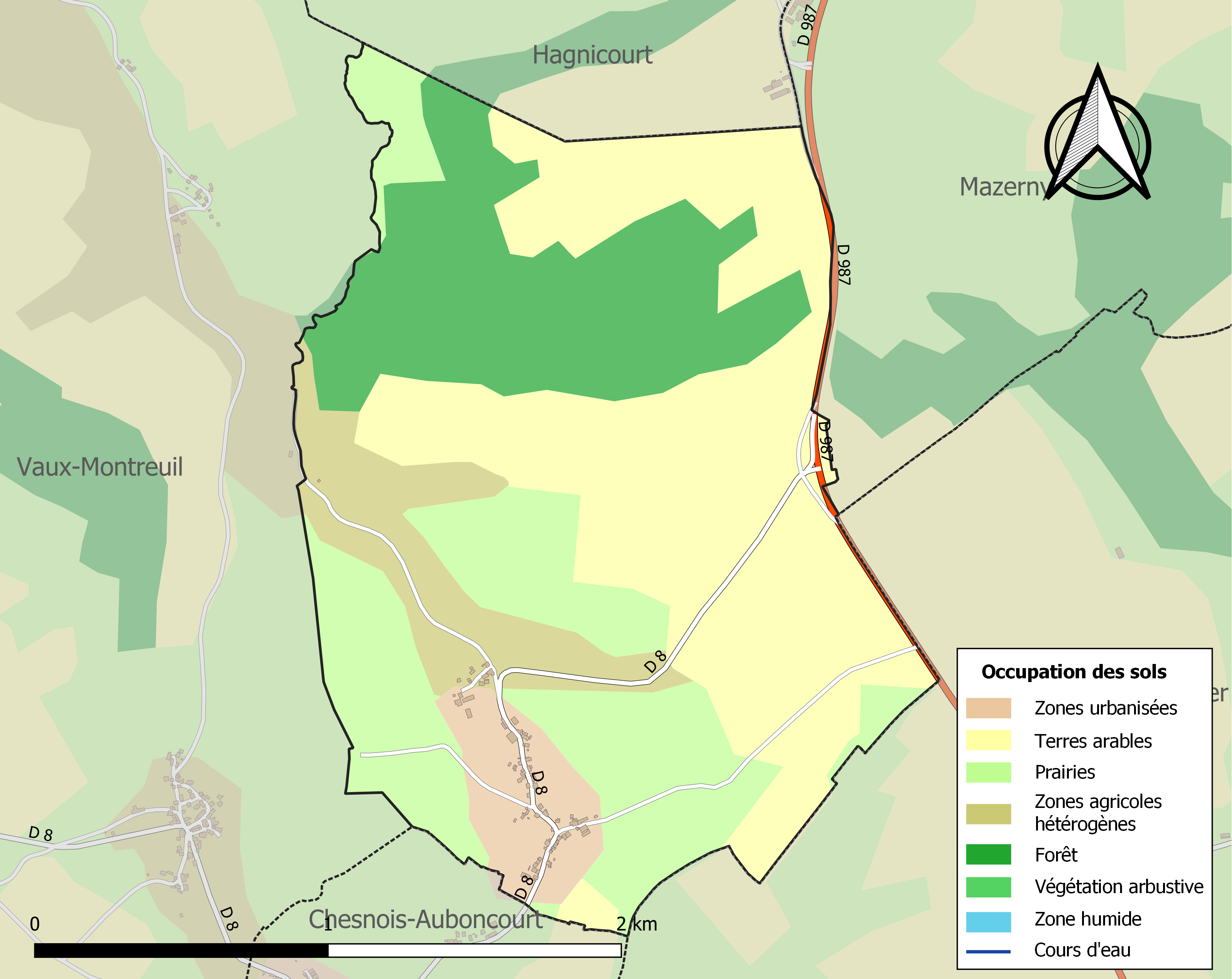
Carte des infrastructures et de l'occupation des sols de la commune en 2018 (CLC).

### Habitat et logement
En 2018, le nombre total de logements dans la commune était de 47, alors qu'il était de 46 en 2013 et de 49 en 2008.
Parmi ces logements, 61,3 % étaient des résidences principales, 28 % des résidences secondaires et 10,8 % des logements vacants. Ces logements étaient pour 100 % d'entre eux des maisons individuelles et pour 0 % des appartements.
Le tableau ci-dessous présente la typologie des logements à Wignicourt en 2018 en comparaison avec celle des Ardennes et de la France entière. Une caractéristique marquante du parc de logements est ainsi une proportion de résidences secondaires et logements occasionnels (28 %), très supérieure à celle du département (3,5 %) et à celle de la France entière (9,7 %). Concernant le statut d'occupation de ces logements, 82,8 % des habitants de la commune sont propriétaires de leur logement (83,3 % en 2013), contre 60,5 % pour les Ardennes et 57,5 % pour la France entière.
| Typologie                                               | Wignicourt | Ardennes | France entière |
| ------------------------------------------------------- | ---------- | -------- | -------------- |
| Résidences principales (en %)                           | 61,3       | 85,1     | 82,1           |
| Résidences secondaires et logements occasionnels (en %) | 28         | 3,5      | 9,7            |
| Logements vacants (en %)                                | 10,8       | 11,4     | 8,2            |

## Toponymie
La commune porte le nom de Vuignicourt en 1793 et 1801, avant de prendre sa dénomination actuelle depuis.

## Histoire
La commune de Wignicourt, instituée par la Révolution française, est réunie à celle de Vaux-Montreuil de 1828 à 1871.

## Politique et administration

### Rattachements administratifs et électoraux

#### Rattachements administratifs
La commune se trouve dans l'arrondissement de Rethel du département des Ardennes.
Elle faisait partie depuis 1801 du canton de Novion-Porcien. Dans le cadre du redécoupage cantonal de 2014 en France, cette circonscription administrative territoriale a disparu, et le canton n'est plus qu'une circonscription électorale.

#### Rattachements électoraux
Pour les élections départementales, la commune fait partie depuis 2014 du canton de Signy-l'Abbaye
Pour l'élection des députés, elle fait partie de la première circonscription des Ardennes.

### Intercommunalité
Wignicourt est membre de la communauté de communes des Crêtes Préardennaises, un établissement public de coopération intercommunale (EPCI) à fiscalité propre créé fin  1995 et auquel la commune a transféré un certain nombre de ses compétences, dans les conditions déterminées par le code général des collectivités territoriales.

### Tendances politiques et résultats
Lors du premier tour de l'élection présidentielle de 2012, cette commune est celle qui a réalisé le score le plus élevé de France en faveur de Philippe Poutou avec 12,5 % des voix exprimées.
Lors du premier tour de l'élection présidentielle de 2022, les quatre premiers candidats ont été Marine Le Pen (32,50 %), Jean-Luc Mélenchon (22,50 %), Emmanuel Macron (20,00) et Fabien Roussel (5 %).
Au second tour, Marine Le Pen a recueilli 22 voix (61,11 %) et le candidat élu Emmanuel Macron 14 voix (38,89 %). 18,75 % des électeurs se sont alors abstenus

### Listez des maires
| Période                                  | Période                        | Identité           | Étiquette | Qualité                      |
| ---------------------------------------- | ------------------------------ | ------------------ | --------- | ---------------------------- |
| Les données manquantes sont à compléter. |                                |                    |           |                              |
| mars 2001                                | 2014                           | Roger Beyer        |           | Ancien combattant            |
| 2014                                     | automne 2022                   | François Moreau    |           | Agriculteur retraité         |
| octobre 2022                             | En cours (au 16 décembre 2022) | Matthieu Lamoureux |           | Ingénieur ou cadre technique |

## Démographie
L'évolution du nombre d'habitants est connue à travers les recensements de la population effectués dans la commune depuis 1793. Pour les communes de moins de 10 000 habitants, une enquête de recensement portant sur toute la population est réalisée tous les cinq ans, les populations de référence des années intermédiaires étant quant à elles estimées par interpolation ou extrapolation. Pour la commune, le premier recensement exhaustif entrant dans le cadre du nouveau dispositif a été réalisé en 2007.

En 2022, la commune comptait 57 habitants, en évolution de −3,39 % par rapport à 2016 (Ardennes : −2,97 %, France hors Mayotte : +2,11 %).
| 1793 | 1800 | 1806 | 1821 | 1872 | 1876 | 1881 | 1886 | 1891 |
| ---- | ---- | ---- | ---- | ---- | ---- | ---- | ---- | ---- |
| 160  | 225  | 224  | 231  | 181  | 184  | 177  | 188  | 166  |

| 1896 | 1901 | 1906 | 1911 | 1921 | 1926 | 1931 | 1936 | 1946 |
| ---- | ---- | ---- | ---- | ---- | ---- | ---- | ---- | ---- |
| 160  | 172  | 162  | 143  | 122  | 113  | 101  | 111  | 105  |

| 1954 | 1962 | 1968 | 1975 | 1982 | 1990 | 1999 | 2006 | 2007 |
| ---- | ---- | ---- | ---- | ---- | ---- | ---- | ---- | ---- |
| 79   | 83   | 61   | 61   | 44   | 52   | 61   | 65   | 66   |

| 2012 | 2017 | 2022 | - | - | - | - | - | - |
| ---- | ---- | ---- | - | - | - | - | - | - |
| 64   | 58   | 57   | - | - | - | - | - | - |

## Culture locale et patrimoine

### Lieux et monuments
- Église Saint-Joseph de Wignicourt.

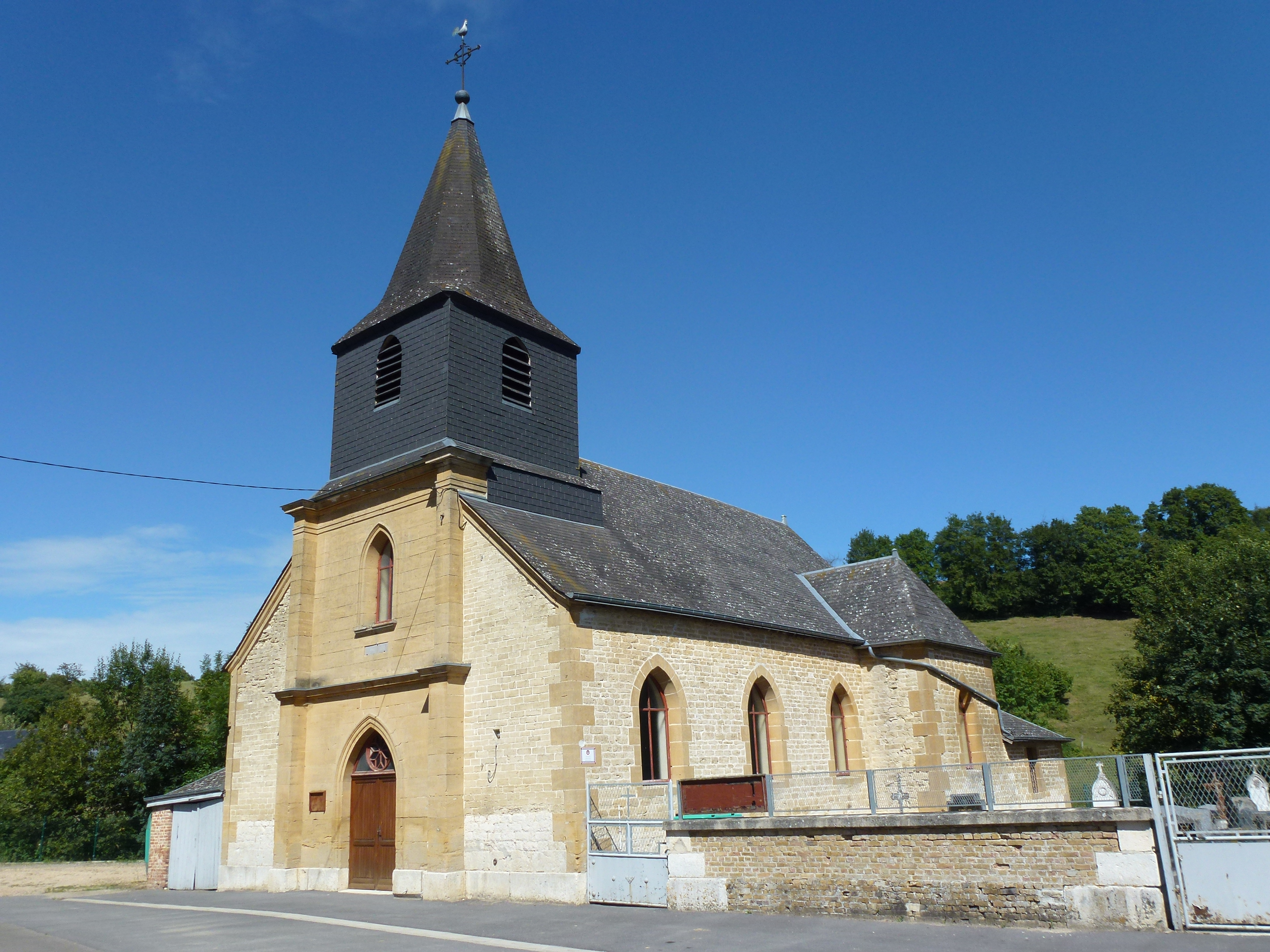
L'église et son cimetière.
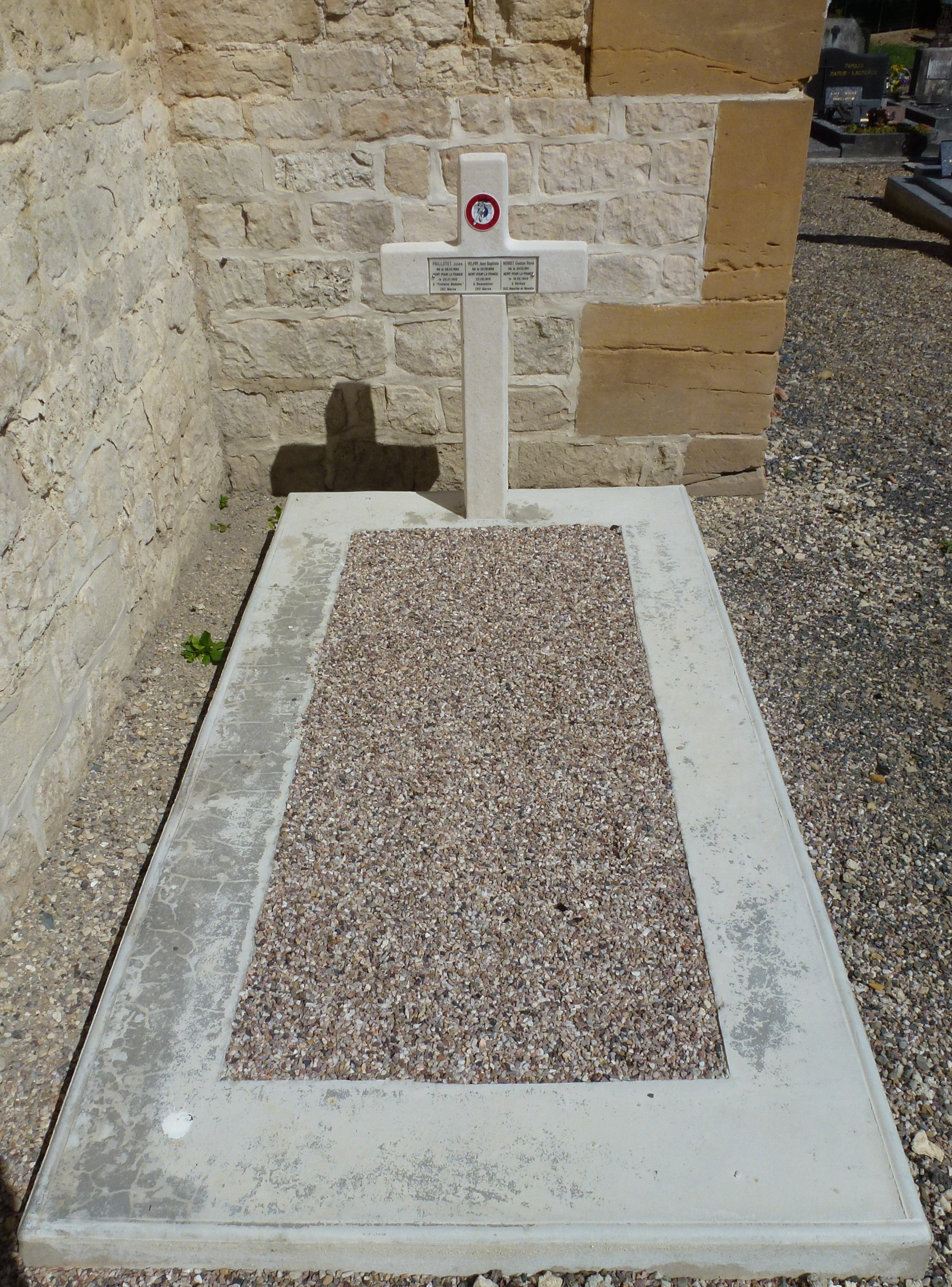
Tombe de soldats morts pour la France en 1918 et 1942.
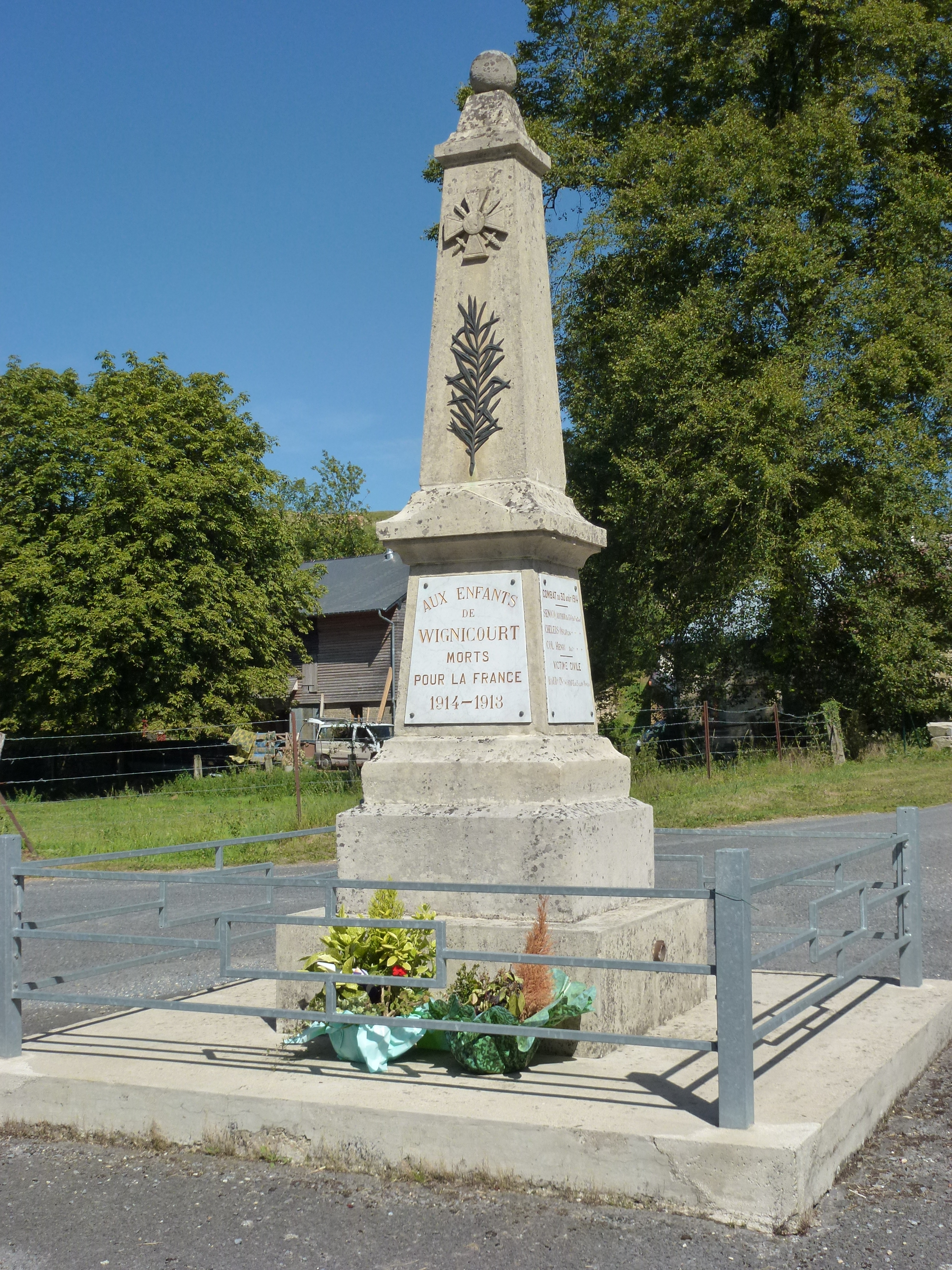
Le monument aux morts.
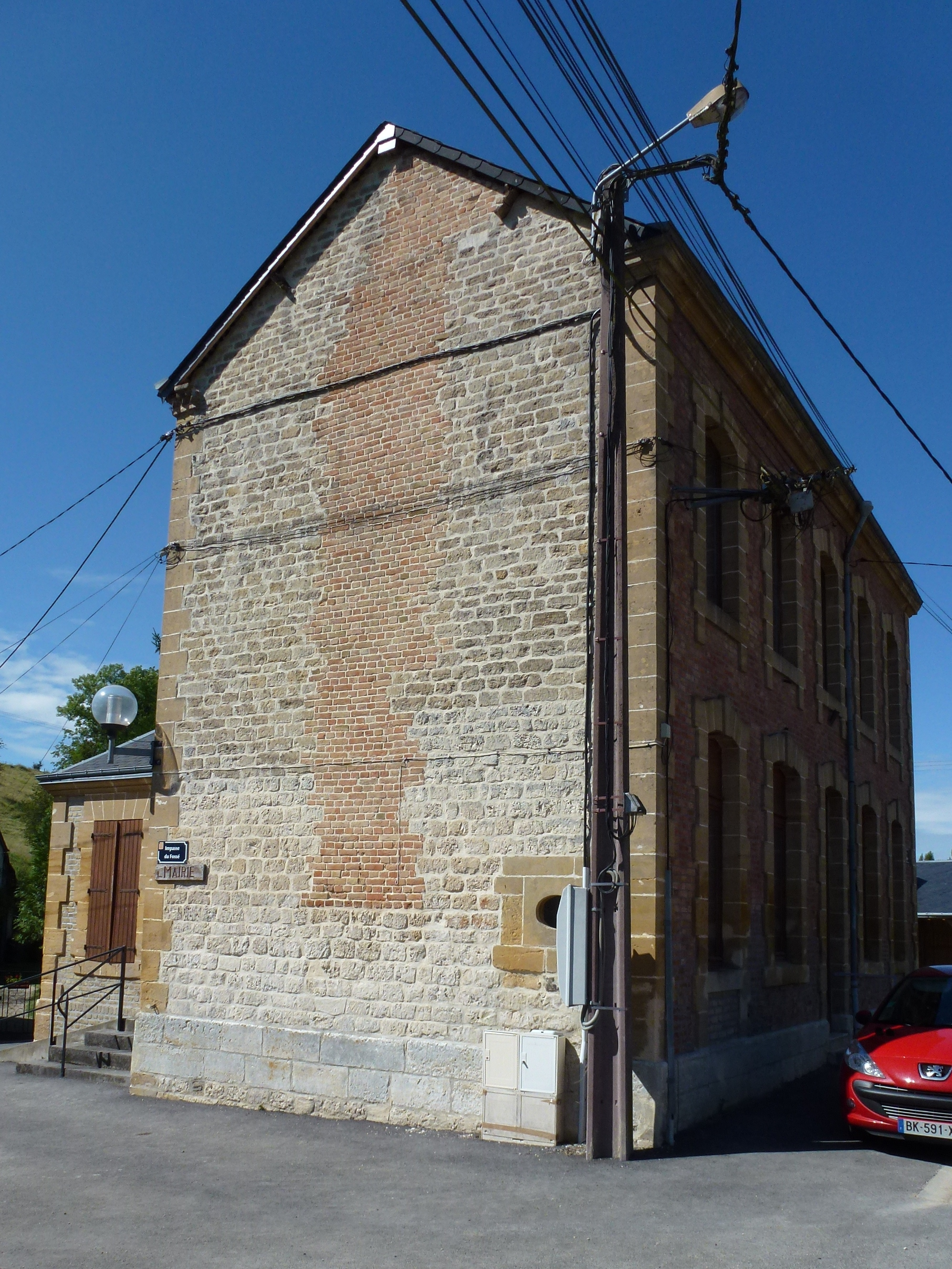
La petite mairie.

## Pour approfondir